# Andrew Pendock
Andrew Pendock – angielski polityk żyjący w XIV wieku. Deputowany do Parlamentu Anglii podczas panowania Edwarda II oraz Edwarda III.